# Rich Beem
Richard Michael Beem (Phoenix, 24 augustus 1970) is een golfprofessional uit de Verenigde Staten. Hij speelt op de Amerikaanse PGA Tour.

## Biografie
Beem groeide op in El Paso Texas, Zijn vader was een clubprofessional. Beem speelde college golf voor de New Mexico State University in Las Cruces, New Mexico. In 1994 werd Beem professional golfer. De eerste periode was geen succes, zodat hij eind 1995 naar Seattle verhuisde en mobiele telefoons ging verkopen om rond te kunnen komen. Na een jaar bedacht hij zich en werd assistent-pro op El Paso Country Club. Daar speelde hij regionale toernooien in Texas en Nieuw-Mexico.
In 1998 eindigde hij op de Tourschool op de 8ste plaats en kreeg een spelerskaart voor 1999, en in dat jaar won hij het Kemper Open. In 2002 won hij The International in Castle Rock met een laatste ronde van 63 en twee weken later ook nog het Amerikaanse PGA Kampioenschap op Hazeltine National, een van de vier Majors. Tiger Woods werd 2de met een slag verschil. Hij verdiende in die twee weken US$ 1.800.000 en mede hierdoor eindigde hij zevende op de wereldranglijst. De komende vijf jaar mocht hij alles spelen op de PGA Tour, levenslang mocht hij meedoen aan het PGA Kampioenschap. In 2012 nam Beem ook deel aan toernooien op de Europese PGA Tour.
In 2010 moest Beem aan een hernia geopereerd worden waardoor hij een tijdlang was uitgeschakeld. 

### Overwinningen
Amerikaanse PGA Tour
- 1999: Kemper Open (-10)
- 2002: The International, PGA Kampioenschap (-10)

Overige
- 2002: Wendy's 3-Tour Challenge (met John Daly en Jim Furyk), Hyundai Team Matches (met Peter Lonard)

## Boek
Alan Shipnuck schreef een boek over Beem: 'Bud, Sweat and Tees: A Walk on the Wild Side of the PGA Tour', waarin zijn rookiejaar op de PGA Tour wordt beschreven.